# Гарбузова, Рая
Ра́я Га́рбузова (Раиса Борисовна, 8 октября (25 сентября) 1906 или 1909, Тифлис — 28 января 1997, Де-Калб, штат Иллинойс) — советская и американская виолончелистка.

## Биография
Родилась в Тифлисе в еврейской семье, её отец Борис Гарбузов был трубачом. В раннем детстве она начала играть на фортепиано, но под впечатлением от концерта известного контрабасиста С. А. Кусевицкого стала заниматься на виолончели, получая первые уроки у дяди. Окончила Тифлисскую консерваторию (1923), ученица К. А. Миньяр-Белоручева. В том же году дебютировала в Москве, в следующем выступила в Ленинграде с Вариациями на тему рококо Чайковского, удостоившись из уст критики сравнений с Эмануэлем Фейерманом. Играла в ансамбле с Натаном Мильштейном и Владимиром Горовицем.
В 1925 году Гарбузова покинула Россию. На протяжении года она совершенствовала своё мастерство в Берлине у Хуго Беккера, а затем в Париже у Дирана Алексаняна. До Второй мировой войны Гарбузова, в основном, жила в Париже, гастролируя по Европе (в Нью-Йорке дебютировала в 1934 года), а затем эмигрировала в США и приняла американское гражданство. В октябре 1934 года Р. Гарбузова дала два концерта в Большом зале Московской консерватории.
Зарекомендовала себя как сторонник современного репертуара. Для Гарбузовой, в частности, был написан концерт для виолончели с оркестром Сэмюэла Барбера, исполненный ею впервые в 1946 года с Бостонским симфоническим оркестром под управлением Сергея Кусевицкого.
Вела классы виолончельного мастерства в различных американских музыкальных институтах. С 1970 гoda профессор Школы музыки Харта Хартфордского университета (штат Коннектикут).

## Семья
Муж (с 1948 года) — Курт Бисс (1912—2003), уроженец Вены, врач-кардиолог. Двое приёмных сыновей — Грег и Пол (альтист, был женат на израильской скрипачке Мириам Фрид). Внуки (сыновья Пола Бисса) — Дэниэл Бисс (род. 1977), математик и политик; Джонатан Бисс (род. 1980), пианист.
Сестра — Лидия Гарбузова, пианистка, выступала в дуэте с Раей Гарбузовой.